# Francisco de Valverde y Álvarez de Toledo
Francisco de Valverde y Álvarez (siglo XV – siglo XVI) fue un militar español que participó en las guerras italianas a las órdenes de Gonzalo Fernández de Córdoba, y después pasó a América, participando en la conquista del Perú junto a su pariente Francisco Pizarro.
Quedando allí establecido dando origen a una de las familias más importantes e influyentes en la historia de Perú.

## Biografía
Nacido en la villa de Oropesa (actual provincia de Toledo) fue hijo de Francisco de Valverde, noble natural de Trujillo y pariente de Francisco Pizarro, y de Ana Álvarez de Vallegeda y Arévalo; descendiente de judíos coversos (su madre no fue hija de Fernando Álvarez de Toledo y Herrera, IV señor de Oropesa y Leonor de Zúñiga y Lara, hija de Álvaro Pérez de Zúñiga, I duque de Béjar y Arévalo, no existe ningún dato histórico ni registro de que el duque tuvidera una hija llamada Ana María). Fue hermano de Vicente de Valverde, primer obispo del Cuzco y por tanto de Sudamérica, pues fue aquel el primer obispado creado.
Sirvió en las guerras de Nápoles a las órdenes de Gonzalo Fernández de Córdoba «el Gran Capitán». Posteriormente, en 1537, llegó al Perú junto a su hermano Vicente de Valverde y participó en período de Conquista junto a Francisco Pizarro. 
En 1540, Pizarro le concedió la importante encomienda de Daule, en Guayaquil (actual Ecuador). Nombrado, además, procurador general del Perú, regresó a España, en donde consiguió ciertos favores para volver otra vez al Perú.
Se casó con Constanza Nuñez de Montalvo, con quien tuvo tres hijos: 
- Francisco de Valverde y Montalvo
- Gerónimo de Valverde y Montalvo
- Elena de Valverde y Montalvo, casada con José de la Serna Gallinato.

Su hijo Francisco de Valverde y Montalvo, que amasó una gran fortuna, y casó con Bernardina Fernández de la Cuba, dio origen a la rama De Valverde en Perú, que ostentaron, entre otros, los títulos de Condado de Las Lagunas, Marquesado de San Juan de Buenavista (creado en 1671 por Carlos II de España), Marquesado de Rocafuerte (concedido en 1746 por Felipe V de España) y el Marquesado de Torrebermeja (creado en 1727, por Felipe V). De su descendencia directa es Josefa Francisca de Valverde y Costilla, condesa de Las Lagunas. El 15 de julio de 1821, el entonces conde de Las Lagunas, persona relevante en la política peruana, firmó, junto con el general José de San Martín, el Acta de Independencia del Perú.